# Tjadden Hällström
Lars Gustaf "Tjadden" Hällström, född 7 november 1923 i Norrköpings Sankt Olai församling, Östergötlands län, död 5 december 2000 i Brännkyrka församling, Stockholms län, var en svensk skådespelare, regissör, revyförfattare och komiker samt även sångare.

## Biografi
Hällström var först anställd som kamrer vid ett bryggeri i Norrköping. 1948 debuterade han på Arbisteatern i revyn Sta'n hela da'n. Året därpå inledde han sitt 40-åriga samarbete med skribenten Lennart Anderzon. De startade Lilla Teatern, Norrköping 1952 som de drev fram till 1969. Författarfirman Anderzon och Hällström skrev och producerade mer än hundra revyer och krogshower tillsammans. 1959 blev Hällström engagerad till Klangerevyn, dåtidens stora nöje i folkparkerna. När revydirektören Klange drog sig tillbaka 1963 tog Hällström över verksamheten, och revyn bytte namn till Tjaddenrevyn.
Tjadden Hällström har kallats för Mr. Folkpark eftersom han varje sommar under 17 år turnerade med Tjaddenrevyn. Totalt gjorde han 31 revysommarturnéer i rad.
Redan 1948 hade Hällström börjat resa i parkerna tillsammans med sin blivande fru Gunnel och Nenne Pettersson. De kallade sig Tre Gags. I mitten av 1950-talet var makarna Hällström även engagerade vid Boulevardteatern (senare Nöjeskatten) i Stockholm. Även Gunnel Hällström var verksam på Lillan i Norrköping på 1950- och 1960-talet. De gifte sig 1950 och fick två barn.
Hällström var en flitig arbetsmyra. Vintertid gjorde han krogshower, bland annat med Anita Lindblom på Berns, och mellan 1972 och 1978 spelade han nyårsrevyer i Skövde. 1984 startade han Skandiateatern som han drev fram till mitten av 1990-talet. Två av Hällströms revyfigurer har blivit rikskända genom skivinspelningar och TV-program: Ludolf, han som inte kan säga "r", vilket leder till idel komiska missförstånd, och den otroligt late och arbetsskygge Slöman. Under 1990-talet medverkade Hällström i musikalen Annie get your gun på Chinateatern och i folklustspelet Bröderna Östermans huskors på Folkan i Stockholm. Han medverkade i flera TV-serier och långfilmer, bland annat en seriös roll som biografvaktmästare i TV-serien Det var då 1989 och som SÄPO-tekniker i Täcknamn Coq Rouge.
Tjadden Hällström avled i cancer den 5 december 2000 i Älvsjö och begravdes den 9 april 2001 i en minneslund i Norrköping.

## Teater

### Tjaddenrevyn
- 1964 Tusen och ett skratt
- 1965 AB Lösa Boliner
- 1966 Piller-Party
- 1967 Garv-Grillen
- 1968 Skrattkammarön
- 1969 Sagor och sängar
- 1970 Gruppspex
- 1971 Tjaddens lilla röda
- 1972 Skratthotellet
- 1973 VitsHippan
- 1974 Skrattspegeln
- 1975 Alltid retar det nån
- 1976 Stollverk -76
- 1977 Garva för livet
- 1978 Tjaddens drivhus
- 1979 AB Svensk smilprovning

### Roller (ej komplett)
| År   | Roll                               | Produktion                                                | Regi           | Teater                        |
| ---- | ---------------------------------- | --------------------------------------------------------- | -------------- | ----------------------------- |
| 1956 | Medverkande                        | ABC-Revyn 1956 Stig Bergendorff och Gösta Bernhard        | Gösta Bernhard | Folkparksturné                |
| 1956 | Larsson, mannen i den gröna rocken | Pippi, you know, revy Stig Bergendorff och Gösta Bernhard | Gösta Bernhard | Casinoteatern                 |
| 1957 | Medverkande                        | ABC-Revyn 1957 Stig Bergendorff och Gösta Bernhard        | Gösta Bernhard | Folkparksturné                |
| 1957 | Tage "Blixten" Bild, fotograf      | Maria Gyckel-piga Stig Bergendorff och Gösta Bernhard     | Gösta Bernhard | Casinoteatern                 |
| 1958 | Medverkande                        | ABC-Revyn 1958 Stig Bergendorff och Gösta Bernhard        | Gösta Bernhard | Folkparksturné/ Casinoteatern |

## Filmografi i urval
- 1967 – Drrapå - kul grej på väg till Götet
- 1967 – En sån strålande dag
- 1968 – Åsa-Nisse och den stora kalabaliken
- 1971 – 47:an Löken
- 1972 – 47:an Löken blåser på
- 1973 – Kvartetten som sprängdes (TV-serie)
- 1983 – Profitörerna (TV-serie)
- 1988 – Kråsnålen
- 1989 – Hassel – Slavhandlarna
- 1989 – Det var då... (TV-serie)
- 1989 – Täcknamn Coq Rouge
- 1997 – Sjukan (TV-serie)
- 1997 – Rederiet, säsong 11, avsnitt 157 Svarta får (gästroll i TV-serie)
- 1999 – S:t Mikael (gästroll i TV-serie)

## Diskografi i urval
- 1968 Hr Slömans underbara äfventyr (tillsammans med Mille Schmidt)
- 1969 Tjadden
- 1970 Ludolf & Slöman
- 1973 VitsHippan
- 1975 Alltid retar det nån
- 1978 Tjadden (från Tjaddenrevyerna 1976-78)